# Sankt Salvator (Wien)

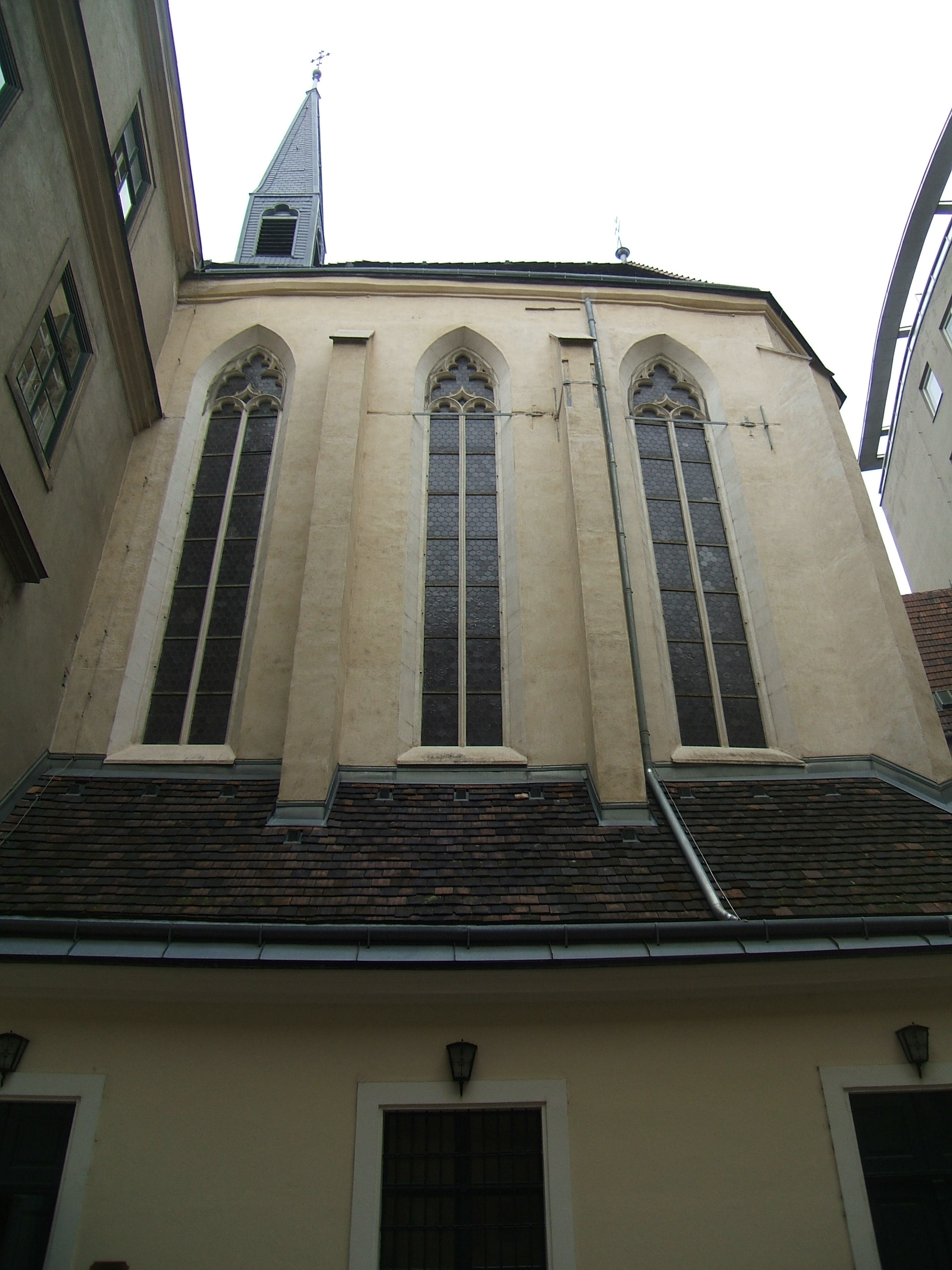
Außenansicht St. Salvator Wien

Die Salvatorkirche (auch: Salvatorkapelle) im Komplex des Alten Rathauses in Wien wurde im 14. Jahrhundert erbaut. 1871 wurde sie der altkatholischen Kirche übergeben und ist seither Bischofskirche der Altkatholischen Kirche Österreichs. Bis dahin diente sie als Hauskapelle des Rathauses.

## Salvatorkirche
Mit dem Eingang von der Salvatorgasse, einem prächtigen Renaissanceportal, kann man eines der wenigen in Wien heute noch bestehenden architektonischen Denkmäler aus der Renaissancezeit besichtigen. Der Dachstuhl mit auf 1296–1299 datierten Hölzern gilt als das älteste erhaltene Dachwerk Wiens.
Den Kern der Kirche bildet eine Kapelle im Obergeschoß eines Stadtpalastes. Die Hauskapelle wurde von Otto II. und seinem Bruder Haimo III. aus der Familie der Haimonen gegründet und 1298 erstmals erwähnt.
Wegen der Teilnahme Ottos an der antihabsburgischen Verschwörung (1308) wurden Palast und Kapelle 1309 vom Landesherrn,
Friedrich I. den Schönen, beschlagnahmt und 1316 der Stadt Wien übergeben.
1360/1361 wurde die Kapelle um die darunter führende Passage im Erdgeschoß erweitert. 1373 wurde die Kapelle im nördliches angekauften Nachbarhaus erweitert (zweites Kirchenschiff).
In den Jahren 1971 und 1972 erfolgte eine umfassende Innenrenovierung, dabei wurde auch der Hochaltar zurückversetzt und ein Volksaltar aufgestellt.

## Altkatholische Kirchengemeinde Sankt Salvator

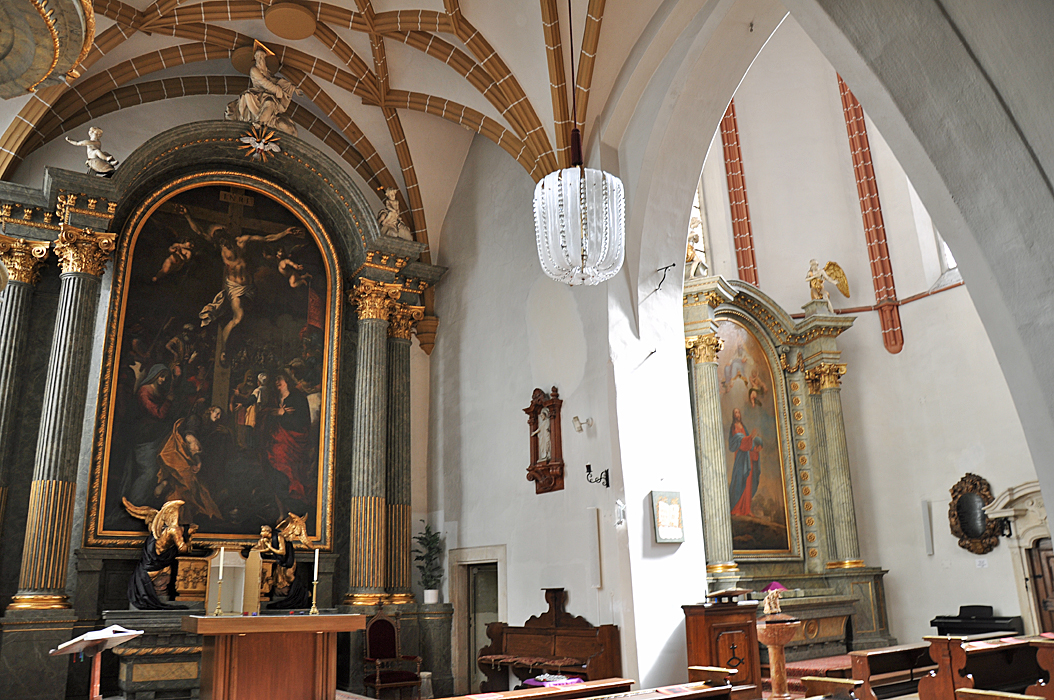
Altarraum

Das Seelsorgegebiet des altkatholischen Pfarramtes St. Salvator umfasst Teile von Wien, des Burgenlandes und eine Diasporagemeinde in Baden bei Wien in der St. Anna-Kapelle.
Die „altkatholische Kirchengemeinde St. Salvator (Wien-Innen)“ lässt sich auf das Jahr 1871 zurückführen. Die staatliche Anerkennung dieser Pfarrgemeinde sprach die kaiserlich-königliche Regierung 1877 aus. Ab 1879 kam es zur Einführung der deutschen Sprache an Stelle der lateinischen Liturgie sowie zur Kommunion unter beiderlei Gestalt. Anlässlich des 80. Jahrestages der staatlichen Anerkennung fand 1957 ein Festgottesdienst statt, an dem Bundespräsident Adolf Schärf und weitere Politiker teilnahmen. Im November 1969 hob Franz Kardinal König das 1871 über St. Salvator verhängte Interdikt auf. 1998 spendete Bischof Bernhard Heitz in der Salvatorkirche erstmals einer Frau die Priesterweihe. Im Jahr 2003 besuchte Joris Vercammen, in seiner Funktion als altkatholischer Erzbischof von Utrecht und Ehrenprimas der Altkatholischen Kirchengemeinschaft, erstmals die Salvatorkirche und weitere österreichische Kirchengemeinden.
Die Programmvorstellung zur neunten Lange Nacht der Kirchen im Jahr 2013 erfolgte gemeinsam in St. Salvator durch den seit 2008 amtierenden altkatholischen Bischof Johannes Okoro, den evangelischen Superintendenten Hansjörg Lein und den römisch-katholischen Bischofsvikar Dariusz Schutzki. Im Rahmen der Weltgebetswoche für die Einheit der Christen fand am 13. Jänner 2016 eine ökumenische Vesper in der Salvatorkirche statt. Unter den anwesenden Repräsentanten der Ökumene waren unter anderem der emeritierte altkatholische Bischof John Okoro und der römisch-katholische Erzbischof von Wien Christoph Kardinal Schönborn.

## Orgel

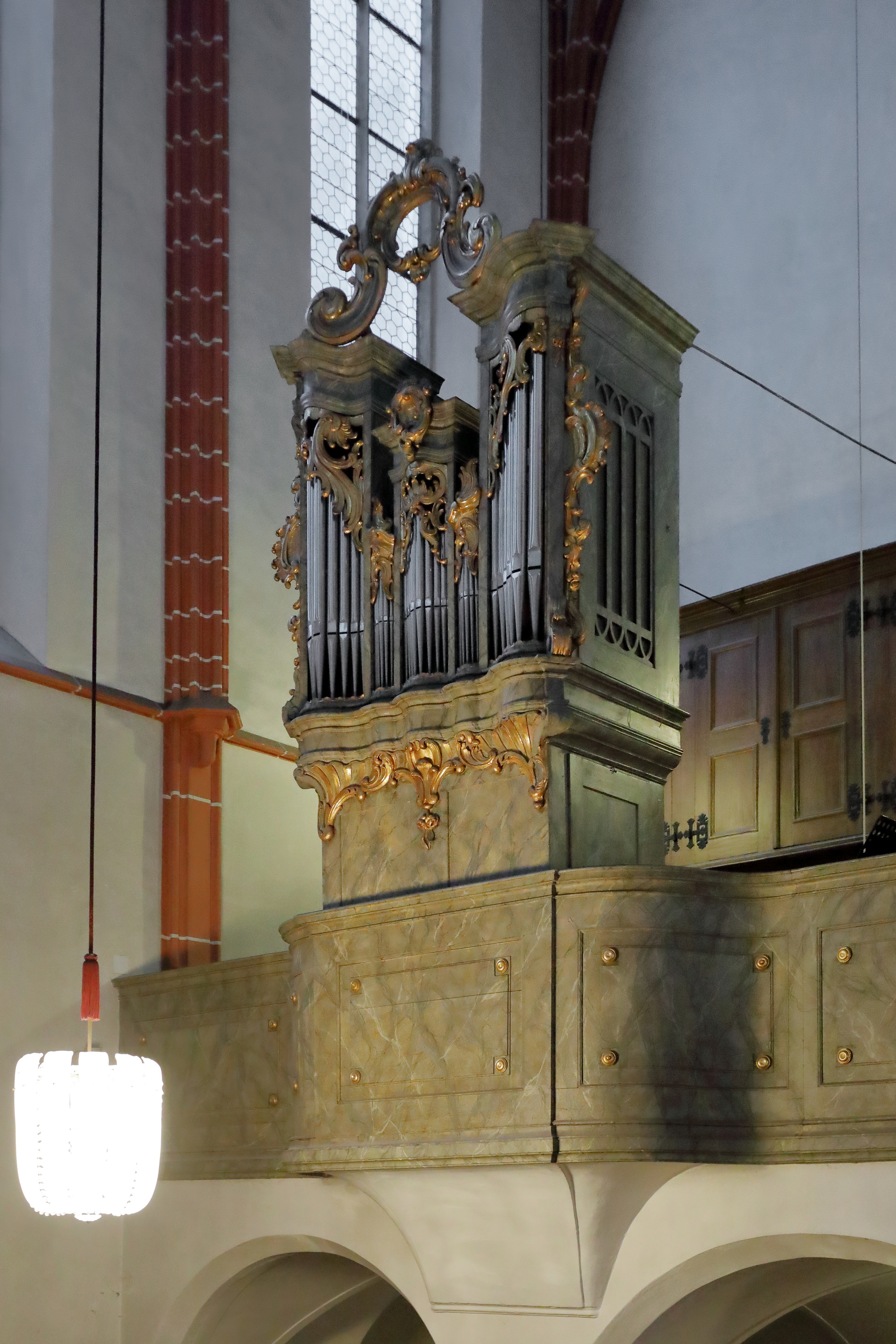
Orgel der Salvatorkirche in Wien

Die Orgel der Salvatorkirche stammt aus dem Jahre 1750 und wurde vermutlich von dem Orgelbauer Gottfried Sonnholz errichtet. Sie erfuhr 1987 durch Herbert Gollini eine Restaurierung und Rückführung auf den originalen Zustand. Das Instrument verfügt über sieben Register auf einem Manual. Die Spiel- und Registertrakturen sind mechanisch.
| Manual    |    |
| Copula    | 8′ |
| Principal | 4′ |
| Flöte     | 4′ |
| Oktav     | 2′ |
| Sedecima  | 1′ |

| Pedal  |    |
| Basso  | 8′ |
| Flauto | 8′ |